# Tayvon Gray
Tayvon Howard Gray (El Bronx, Nueva York, 19 de agosto de 2002) es un futbolista jamaicano que juega como defensa en el New York City F. C. de la Major League Soccer.

## Primeros años
Gray nació en El Bronx, Nueva York. Asistió a la escuela secundaria en Hackensack High School, al tiempo que jugaba al fútbol de club en el Soccer Domain FC Gunners. Con sólo 9 años, Gray tuvo pruebas con el Fulham y el Tottenham Hotspur. Más tarde se unió a la academia del Cedar Stars. En 2017, Gray se unió a la academia del New York City.

## Trayectoria

### New York City
El 26 de noviembre de 2019, Gray firmó como jugador de la cantera con el New York City de la Major League Soccer de cara a la temporada 2020. Debutó como profesional el 24 de abril de 2021, siendo suplente en el minuto 83 durante la victoria por 5-0 contra el FC Cincinnati.

## Selección nacional
Gray ha representado a Estados Unidos en varios niveles juveniles.

## Estadísticas
Actualizado al último partido disputado el 26 de julio de 2021.
| Club          | Div.          | Temporada     | Liga  | Liga  | Liga   | Copas nacionales | Copas nacionales | Copas nacionales | Copas internacionales | Copas internacionales | Copas internacionales | Total | Total | Total  |
| Club          | Div.          | Temporada     | Part. | Goles | Asist. | Part.            | Goles            | Asist.           | Part.                 | Goles                 | Asist.                | Part. | Goles | Asist. |
| ------------- | ------------- | ------------- | ----- | ----- | ------ | ---------------- | ---------------- | ---------------- | --------------------- | --------------------- | --------------------- | ----- | ----- | ------ |
| New York City | 1.ª           | 2020          | 0     | 0     | 0      | 0                | 0                | 0                | 0                     | 0                     | 0                     | 0     | 0     | 0      |
| New York City | 1.ª           | 2021          | 4     | 0     | 0      | 0                | 0                | 0                | 0                     | 0                     | 0                     | 4     | 0     | 0      |
| New York City | Total club    | Total club    | 4     | 0     | 0      | 0                | 0                | 0                | 0                     | 0                     | 0                     | 4     | 0     | 0      |
| Total carrera | Total carrera | Total carrera | 4     | 0     | 0      | 0                | 0                | 0                | 0                     | 0                     | 0                     | 4     | 0     | 0      |